# Limnocaridina retiarius
Limnocaridina retiarius is een garnalensoort uit de familie van de Atyidae. De wetenschappelijke naam van de soort is voor het eerst geldig gepubliceerd in 1906 door Calman.